# Catoptria margaritella
Catoptria margaritella là một loài bướm đêm thuộc họ Crambidae. Nó được tìm thấy ở châu Âu.
Sải cánh dài 20–24 mm. Con trưởng thành bay từ tháng 6 đến tháng 9 tùy theo địa điểm.
Ấu trùng ăn nhiều loại cỏ và mosses.

## Hình ảnh

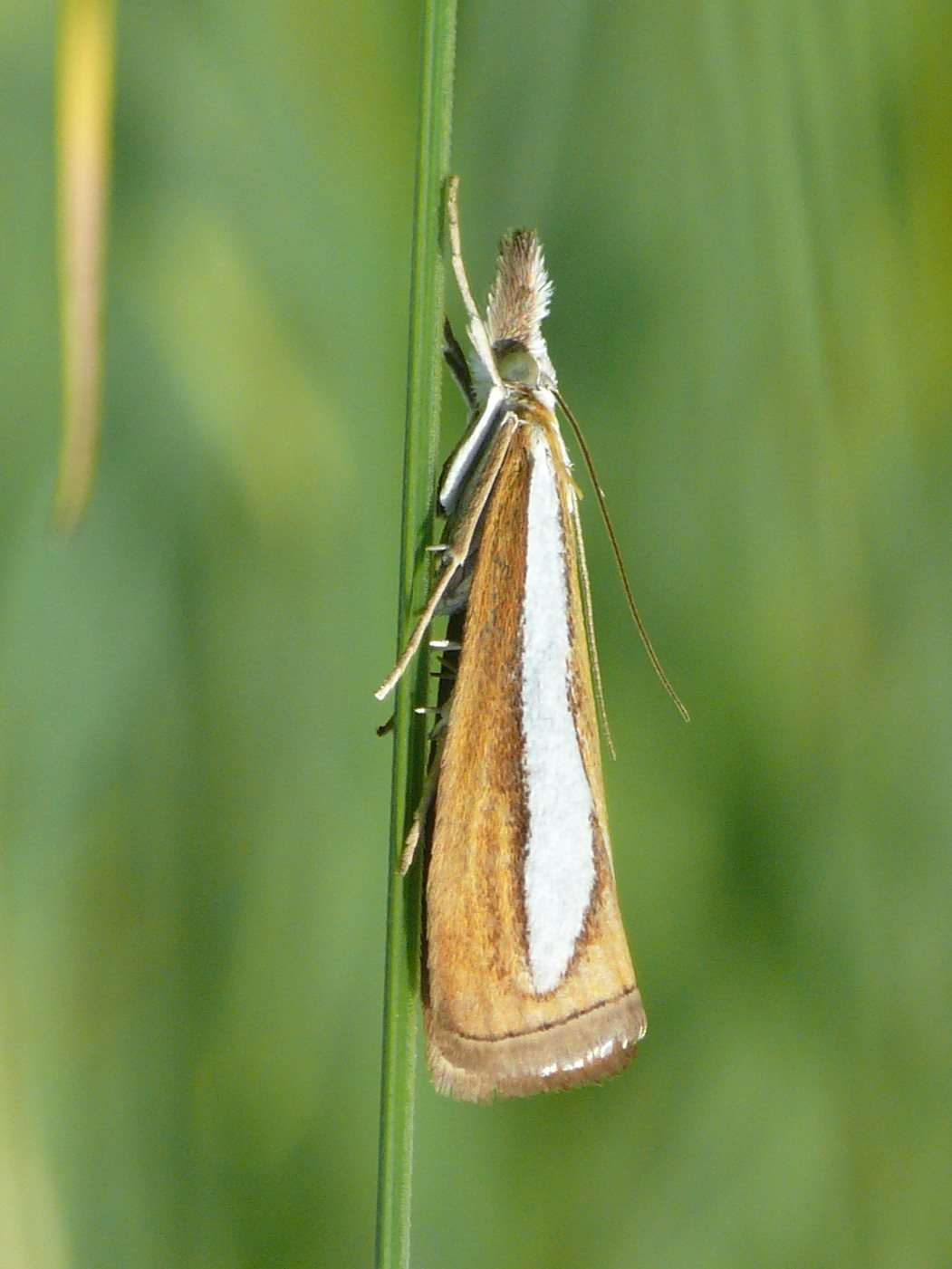
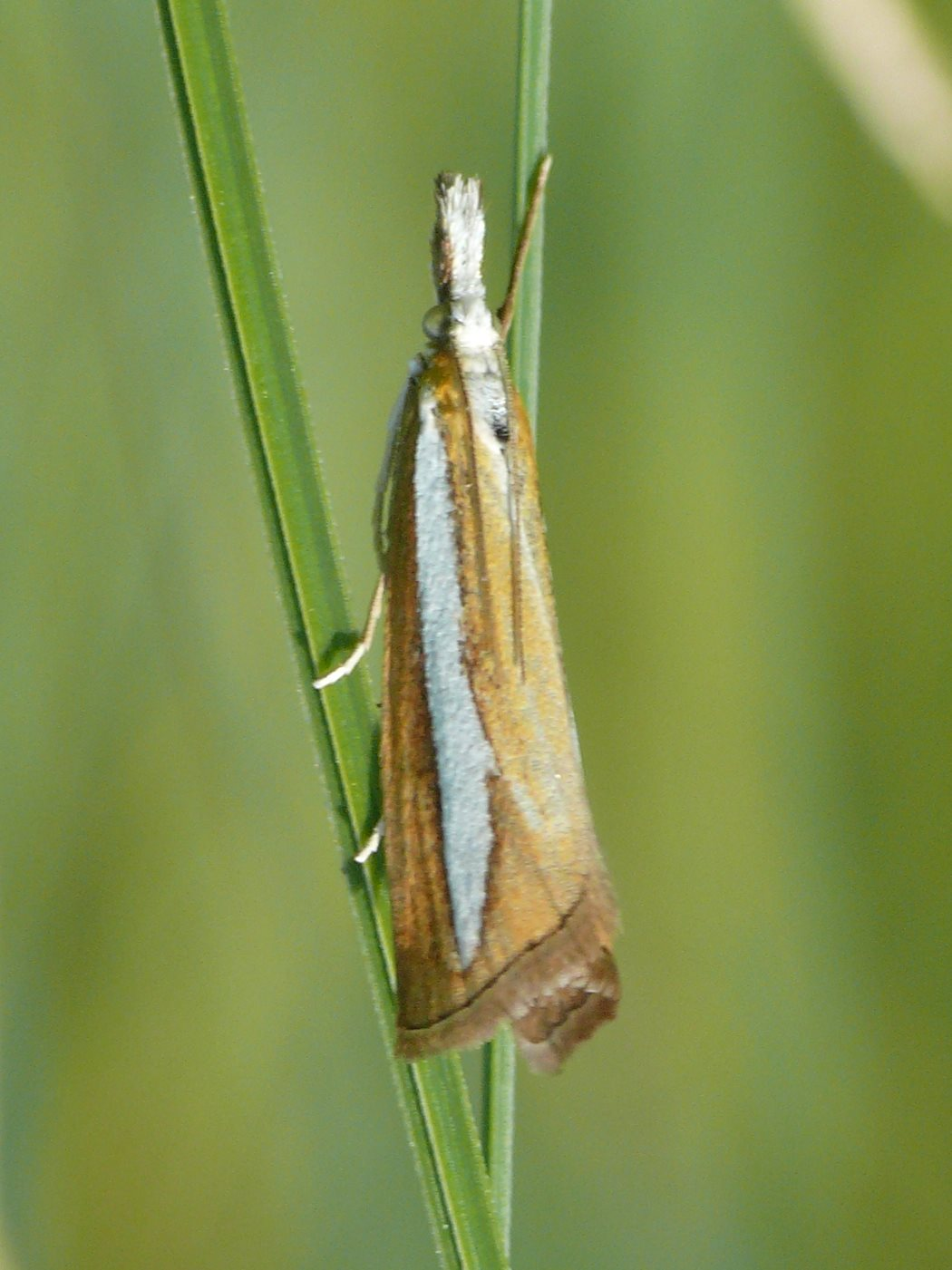
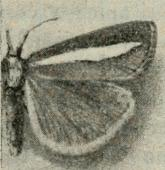
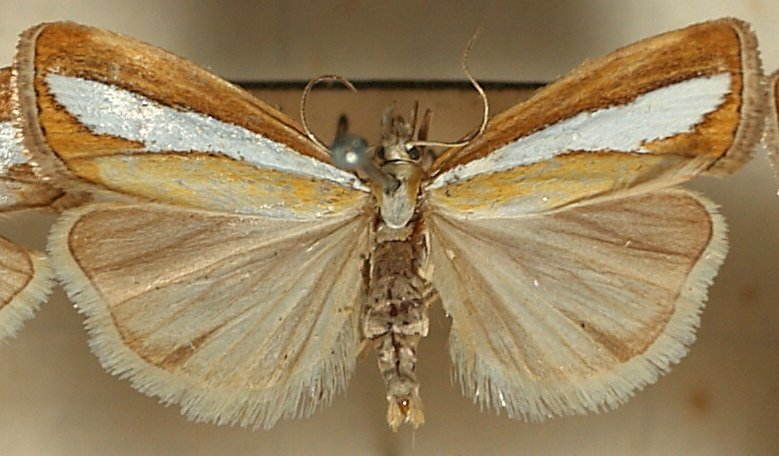